# 1270-es évek
Évszázadok: 12. század · 13. század · 14. század
Évtizedek: 1220-as évek · 1230-as évek · 1240-es évek · 1250-es évek · 1260-as évek · 1270-es évek · 1280-as évek · 1290-es évek · 1300-as évek · 1310-es évek · 1320-as évek
Évek: 1270 · 1271 · 1272 · 1273 · 1274 · 1275 · 1276 · 1277 · 1278 · 1279

## A világ vezetői
- IV. Béla magyar király (Magyar Királyság) (1235–1270† )
- V. István magyar király (Magyar Királyság) (1270–1272† )
- IV. László magyar király (Magyar Királyság) (1272–1290† )